# Театр Греции

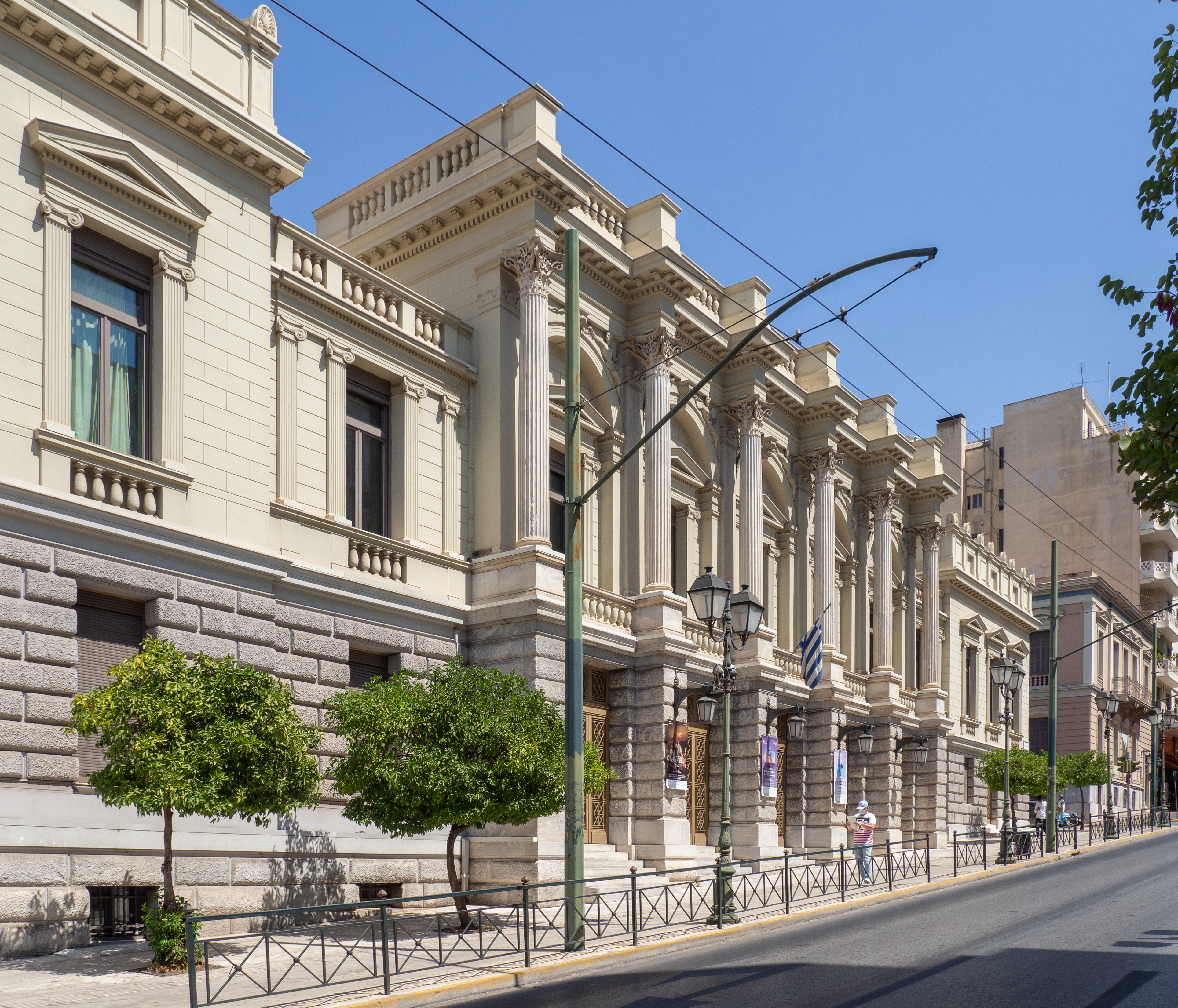
Самый уважаемый и известнейший среди современных греческих театров — Национальный театр Греции

Театр Греции имеет едва ли не древнейшие традиции в мире, он возник в Древних Афинах из культа бога плодородия, виноградарства и веселья Диониса почти одновременно с зарождением афинской демократии. В современной Греции историю и традиции древнегреческого театра продолжают немногочисленные труппы и исследователи театра.

## Драма
Турецкое иго препятствовало развитию новогреческого театра на протяжении 15-18 веков. Зародыши театрального искусства возникали только на территориях, свободных от турецкого завоевания: в начале 17 века — на острове Крит, в конце 18 века — на острове Закинф. Становления театрального искусства в начале 19 века связано с национально-освободительной борьбой греческого народа. Под влиянием деятельности тайного революционного общества «Филики Этерия» в 1817—1821 годах создаются первые любительские театральные труппы в Одессе и Бухаресте, где жили многочисленные деятели греческого национально-освободительного движения. Эти труппы ставили тираноборческие по своему сюжету трагедии Вольтера и Альфьери, а также патриотические пьесы новогреческих авторов Г. Лассаниса — «Эллада и иностранец», «Гармодия и Аристогитон», И. Замбелиоса — «Тимолеон» и др..
После провозглашения государственной независимости в 1830 году началось становление национального театра. Этот процесс был связан с преодолением серьёзных трудностей (отсутствие помощи со стороны государства, конкуренция иностранных трупп). В Афинах первые спектакли были поставлены в 1836, но постоянные профессиональные труппы возникли лишь в начале 60-х годов. Большое место в репертуаре этих трупп занимали исторические драмы современных греческих писателей. Ставились также пьесы Мольера, Гольдони, Шиллера, Гюго, Шекспира (главным образом в переделках). В актерском исполнении преобладали напыщенная декламация, искусственный пафос. Среди великих актеров Греции середины 19 века П. Суцас, Д. Тавуларис, Д. Алексиадис, П. Вонасера и др. В конце 19 века признание получили актрисы Е. Параскевопулу, Е. Вероне и актер-романтик, исполнитель шекспировских ролей Н. Лекацас. В 90-е годы особым успехом пользовались легкие комедии и лирические драмы с песнями «комидиллион». В этом жанре прославился комедийный актер Е. Пандопулос, игра которого отличалась чертами народности и реализма.
В начале 20 века К. Христоманос организовал театр «Неа Скини» («Новая сцена», 1901), где поставил спектакли: «Дикая утка» Ибсена, «Нахлебник» Тургенева, «Власть тьмы», «Трактирщица» («Хозяйка гостиницы») и др., а также реалистичные пьесы современных греческих драматургов Г. Ксенопулоса («Тайна графини Валерия»), Я. Камбисиса («Курды»), М. Авгериса («Перед людьми»). Христоманос стремился к созданию актерского ансамбля, требовал от актеров тщательной работы над ролями, реалистической трактовки образов. Но в творчестве Христоманоса сказались и натуралистические тенденции. В дальнейшем театр «Неа Скини» ставил безыдейные развлекательные пьесы. Вскоре театр пришел к творческому кризису и в 1906 году прекратил своё существование.
В 1901 году возник государственный Королевский театр в Афинах, в котором работал один из первых греческих режиссёров Ф. Эконому, который внес большой вклад в развитие актерского искусства и постановочной культуры. На рубеже 19-20 веков получили распространение пьесы на темы современной жизни, написанные греческими авторами Г. Ксенопулосом, П. Нирванасом, Д. Тангопулосом, П. Хорн, Д. Богрисом и другими. Ставились произведения западно-европейской и русской классической драматургии. В актерском искусстве усилились реалистические тенденции, которые наиболее ярко проявились в творчестве Е. Веакиса, М. Котопули.
В 1910—1920 годы в греческом театральном искусстве заметны признаки упадка. Театры становятся коммерческими предприятиями, в них относятся главным образом низкопробные бульварные пьесы. Отдельные художественные достижения связаны в этот период с творчеством актрис Котопули и Кивель, возглавлявших трупы, с деятельностью режиссёра Эконому в «Театре консерватории» (1917-21) и др. Попытки преодолеть кризис театра характеризуют творчество режиссёра Фотоса Политиса, который поставил в 1925 в Обществе греческого театра (основано в 1919 году) спектакли «Эдип-царь» Софокла (с Э. Веакисом в главной роли), «Ревизор», «Братья Карамазовы» Достоевского. В 1927—1929 Политис осуществляет в Профессиональной школе теару постановку спектаклей, отмеченных высокими художественными достоинствами — «Василикос» Матесиса и др.
В 1930 году прогрессивный театральный деятель и драматург Василис Ротас создал «Народный театр», просуществовавший до 1934 года. Попытки организовать постоянные театральные коллективы делал С. Мелас («Театр искусства», 1925, «Свободная сцена», 1929—1930). Значительные в художественном отношении спектакли существовали в 1934 в театре «Народная сцена» режиссёра К. Куна («Ал-Кеста» Еврипида, «Эрофило» Хортакиса и др.). Значительным событием греческой театральной жизни 30-х годов стали спектакли Афинского национального театра, основанного в 1932 году, в котором работали режиссёры Фотос Политис и Димитрис Ронтирис. Значительные постановки были созданы в 1932—1934 годах театральным коллективом, в котором работали актрисы М. Котопули и Кивель («Мария Стюарт» и др.). С 1934 театр Котопули объединил таких талантливых актеров, как П. Гаврилидис, В. Логофетидис, Д. Мират, Г. Паппас, А. Яннидис, здесь ставились современные реалистичные пьесы. В театре, возглавляемом В. Аргиропулосом (с 1924) шли легкие комедии и фарсы. В 1934 начал деятельность театр под руководством К. Мусуриса, в 1936 — театр под руководством Екатерины Андреади.
Фашистская диктатура (1936-41) и иностранная оккупация (1941-44) препятствовали развитию прогрессивных тенденций в театральном искусстве Греции. В 1936 году фашистская цензура запретила спектакли «Дальняя дорога» Арбузова (театр Екатерины Андреади), «Святая Иоанна» Бернарда Шоу (театр Костаса Мусуриса). Запрещалась постановка пьес прогрессивных авторов, в том чичсле исторические драмы «Ригас Велестинлис» Василиса Ротаса и др..
Национально-освободительная борьба 1941—1944 годов и борьба за демократию в годы после Второй мировой войны поставили перед театром новые задачи, деятели театрального искусства стремились отразить в спектаклях интересы широких народных масс, борющихся за независимость родины. Это стремление наиболее полно отразилось в творчестве театра «объединенных артистов» (основан 1945), в котором выступали такие актеры: Е. Веакис, А. Яннидис, Г. Глинос, Миранда Теохари; работали режиссёры Я. Сарандидис, Т. Музенидис, Г. Севастикоглу и другие. Наряду с произведениями «Феодора» Фотиадиса, «Пробуждение» Кодзиаса, «Летом мы пожнем» А. Дамианоса, «Кто работает, тот ест» Н. Цекураса театр впервые в Греции поставил «Враги», «Нашествие» и пьесы передовых драматургов других стран. Усиление политической реакции привело к закрытию театра в 1946, прогрессивные театральные деятели подверглись преследованиям. В последующие годы передовые актеры, режиссёр и драматурги продолжали борьбу за демократическое искусство.
В 1955 году был создан Греческий народный театр под руководством актера М. Катракиса, где были поставлены спектакли: «Христа распинают вновь» по одноименному роману Н. Казандзакиса, «Седьмой день творения» Иаковоса Камбанеллиса, историческая драма «Караискакис» Фотиадиса и Ставроса, «Фуентеовехуна» Лопе де Вега, «Идиот» по Достоевскому и другие. В 40-50-х годах значительным событием в театральной жизни страны стали постановки Художественного театра «Театрон технис» (основан 1942 режиссёром К. Куном) — «Кавказский меловой круг» (1957), «Добрый человек из Сезуана» (1958), «Восхождению Артура V можно было помешать» (1961) Брехта, «Двор чудес» И. Кампанеллиса (1958), «Дядя Ваня» (1960). Среди спектаклей других театров — «Дневник Анны Франк» Гудрич и Хакетт, «Человек, который делает дождь» Наша, «Дама с камелиями» Дюма-сына (1956, 1959, театр Элли Ламбете — Димитриса Хорна), «Дело Дрейфуса» М . Скулудиса (1959, театр Д. Мират), «Бравый солдат Швейк» по Гашеку, «Топаз» Паньоля (1956, 1958, театр М. Фотопулоса), «Филумена Мартурано» Де Филиппе (1959, театр К. Андреади). В театре, возглавляемом выдающимся комедийным актером В. Логофетидисом, ставились комедии Д. Псатаса, Гиоргоса Руссоса и др. В 1959 был организован «Нео театрон» под руководством В. Диамантопулоса и М. Алкея, здесь ставились спектакли «Сказка без названия» И. Кампанеллиса, «Деревья умирают стоя» Касона, «Жизнь Галилея» Брехта.
Развитие греческого театра тормозили в этот период финансовые трудности, в том числе большие налоги, отсутствие помощи со стороны государства. Большие театральные деятели Димитрис Хорн, К. Андреади, К. Мусурис, имевшие собственные театральные труппы, все чаще обращаются к постановке легковесных «бульварных» пьес. В работе летних театров, организованных на один сезон, заметна тенденция к постановке пышных спектаклей-представлений, которые не отличались высоким уровнем театрального искусства.
В конце 50 — начале 60-х годов молодые режиссёры организовали в противовес коммерческим театрам труппы, занимавшиеся экспериментированием, творческими поисками. Режиссёр Т. Алкулис в руководимых им «Театре 1959» и «Театре 1961» поставил спектакли «Потерянный лист» Караджале, «Седая девушка» Хэ Цзинчжи и Дин Ни. Театр «Двенадцатый занавес» ставит ежегодно спектакль, состоящий из 3 одноактных пьес начинающих греческих драматургов. Творческое направление этого театра сформировалось под влиянием французского авангардизма.
В 1960 году появился театр «Пория» («Путь») под руководством драматурга и режиссёра А. Дамианоса, который ставил главным образом пьесы современных драматургов. «Пирейский театр» (основан 1957), работающий под руководством режиссёра Д. Ронтириса, в городе Пирей ставил пьесы Шекспира, Шиллера, Эсхила, Софокла, П. Хорна, П. Кайаса и других драматургов. В 1961 начал работу Государственный театр в Салониках (реж. С. Карандинос). Среди других известных театральных деятелей Греции — режиссёры П. Кацедис, М. Плоритис, М. Лигизос, М. Какоянис, Н. Хадзискос; актеры и актрисы Алик Вугуклаки, А. Александракис, Э. Хадзиаргири, А. Кацелис, М. Меркури, Н. Куркулос, А. Валаку, Е. Верга, В. Завитсиану, Д. Карези; сценографы М. Ангелопулос, Г. Анимоянис, Г. Вакал, Спирос Василиу, К. Клонис, Я. Стефанеллис, Яннис Царухис, А. Фокас.

## Опера

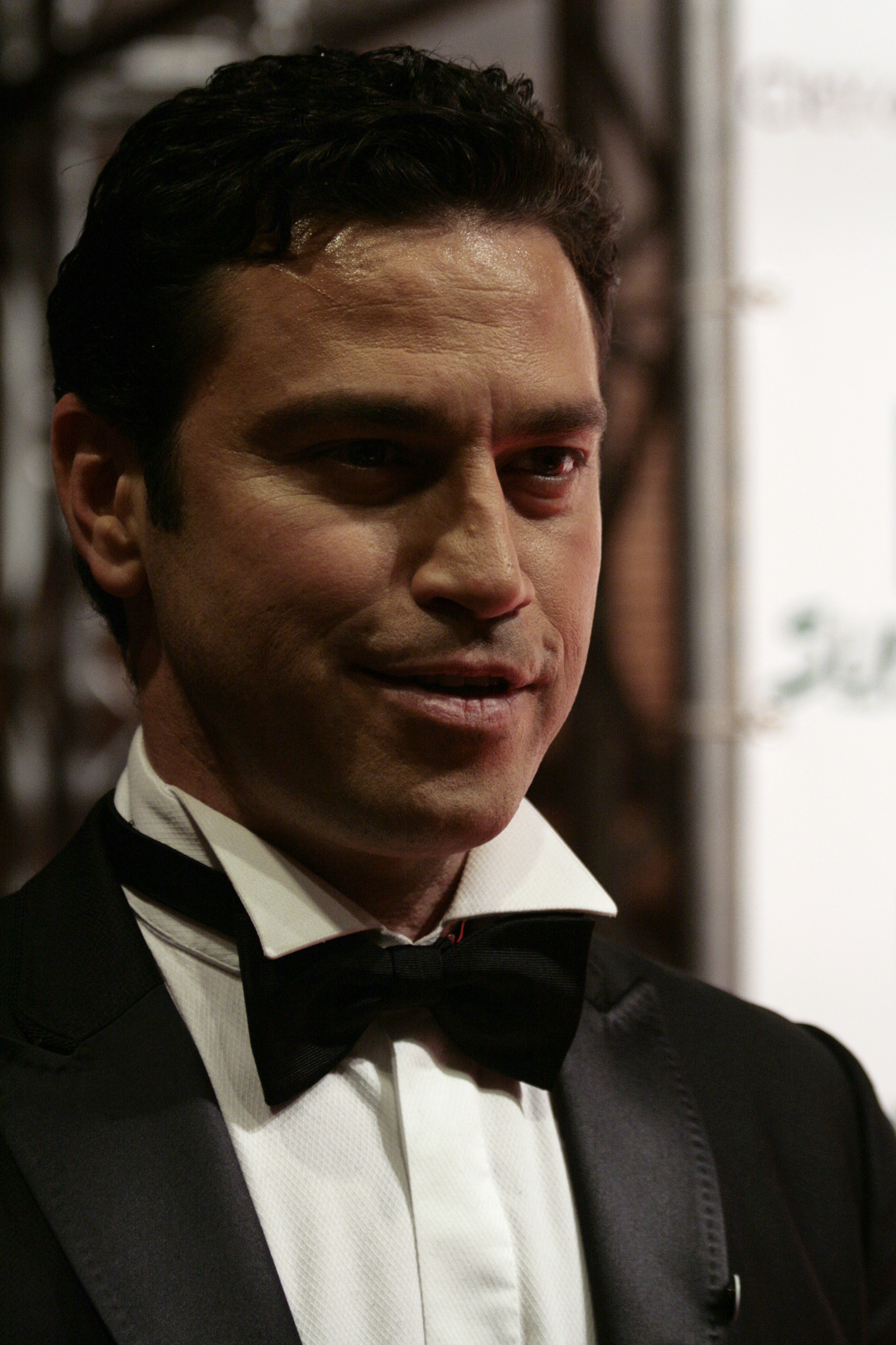
Мариос Франгулис

До 80-х годов XIX века в Греции не было профессионального оперного театра. В Афинах гастролировали итальянские и французские оперные труппы. После 1867 года на островах Корфу и Закинф были поставлены любительские оперные спектакли и первые произведения новогреческих композиторов С. Ксиндаса, С. Самараса, П. Каррера и других.
Первое выступление греческой профессиональной оперной труппы состоялось в Афинах в марте 1888 года (опера С. Ксиндаса «Кандидат в депутаты»). С 1889 года эта труппа под руководством композитора и дирижера Д. Лаврангаса осуществила постановки опер греческих и западноевропейских композиторов в Афинах и других городах Греции, а также за рубежом. Хотя этой труппе приходилось преодолевать серьёзные трудности и деятельность её проходила с большими перерывами, здесь выросли первые национальные оперные артисты — певцы Я. Апостолу, И. Ангелопулос, Н. Мораитис, певицы Рени Влахопулу, А. Кипарисси и другие.
Попытка создания национальной школы оперного искусства была осуществлена в 1915—1919 годах композитором М. Каломирисом (опера «Кольцо матери», 1917, и др.). В 1933 он создал Национальную оперную труппу, просуществовавшую два года. Отрывки из опер разных композиторов ставились учащимися Афинской консерватории (основана в 1873 году). Отсутствие постоянной оперной труппы заставляло греческих артистов искать работу за рубежом (М. Перри, Э. Николаиди, А. Тассопулу, Улисс Лаппас, К. Енголифопулос, Никос Мосхонас, Мария Каллас и другие певцы).
Профессиональные опереточные труппы возникают в Греции после 1908 года, в них ставятся произведения греческих композиторов (Т. Сакелларидис, Н. Хадзиапостолу) и оперетты зарубежных авторов. Расцвет оперетты в Греции относится к 1910—1920 годам и связан с именем талантливого актера И. Папаиоанну.
В 1940 году в Афинах основан первый в Греции государственный музыкальный театр «Этника Лирики Скини», который ставил оперы и оперетты. В театре были поставлены «Фиделио» Бетховена, «Борис Годунов» Мусоргского, произведения Верди, Россини, Пуччини, Моцарта, а также греческих композиторов М. Каломириса, Г. Склавоса и других. Среди солистов этого театра — Рена Влахопулу, Н. Byтиру, Е. Гага-Спиропулу, В. Георгиу, Йоргос Дамасиотис, Анти Захарату, Нувука Франгиа-Спилиопулу, Петрос Епитропакис, Деметрио Стратос, Н. Захарос, Л. Иоаннидис, Г. Коколиос, М. Коронис, оперный баритон Костас Пасхалис, А. Пандазинос, Захос Танос и другие. Среди режиссёров — Ф. Теологогидис, Д. Рондирис, А. Минотис, дирижёров — А. Паридис, Антиохос Евангелатос, Л. Зорас.
Самым известным современным греческим певцом является тенор Мариос Франгулис, который благодаря своему таланту получил славу и популярность во всем мире. Он поет на пяти языках, которыми, кроме того, свободно владеет: итальянском, испанском, английском, фарнцузком и греческом.

## Балет
Постоянного балетного театра в Греции долго не существовало. Отдельные балетные спектакли ставились учащимися частных балетных школ К. Працика и танцевальными ансамблями под руководством Доры Страту, Раллу Ману и других. В Афинах также работали так называемые театры обзора, которые ставили комедийные сценки и музыкальные номера — жанр, сформировавшийся на рубеже 19-20 веков. Наиболее популярными актерами этого театра оперетты в 20-50-е годы 20 века были П. Кириакос, Я. Принеас, К. Мавреас, Мимис Коккинис, Василис Авлонитис, Орестис Макрис. В развитие эстрадного театра большой вклад внес Клеон Триантафиллу.
В 1939 году в Афинах была официальна учреждена Национальная опера Греции, развитие балетного искусства в которой является заслугой балерины и позже хореографа Татьяны Мамаки, уроженки России.